# OR4C15
OR4C15 (англ. Olfactory receptor family 4 subfamily C member 15) — білок, який кодується однойменним геном, розташованим у людей на короткому плечі 11-ї хромосоми. Довжина поліпептидного ланцюга білка становить 316 амінокислот, а молекулярна маса — 35 667.
| 10         |  | 20         |  | 30         |  | 40         |  | 50         |
| ---------- |  | ---------- |  | ---------- |  | ---------- |  | ---------- |
| MQNQSFVTEF |  | VLLGLSQNPN |  | VQEIVFVVFL |  | FVYIATVGGN |  | MLIVVTILSS |
| PALLVSPMYF |  | FLGFLSFLDA |  | CFSSVITPKM |  | IVDSLYVTKT |  | ISFEGCMMQL |
| FAEHFFAGVE |  | VIVLTAMAYD |  | RYVAICKPLH |  | YSSIMNRRLC |  | GILMGVAWTG |
| GLLHSMIQIL |  | FTFQLPFCGP |  | NVINHFMCDL |  | YPLLELACTD |  | THIFGLMVVI |
| NSGFICIINF |  | SLLLVSYAVI |  | LLSLRTHSSE |  | GRWKALSTCG |  | SHIAVVILFF |
| VPCIFVYTRP |  | PSAFSLDKMA |  | AIFYIILNPL |  | LNPLIYTFRN |  | KEVKQAMRRI |
| WNRLMVVSDE |  | KENIKL     |  |            |  |            |  |            |

A: Аланін

C: Цистеїн

D: Аспарагінова кислота

E: Глутамінова кислота

F: Фенілаланін

G: Гліцин

H: Гістидин

I: Ізолейцин

K: Лізин

L: Лейцин

M: Метіонін

N: Аспарагін

P: Пролін

Q: Глутамін

R: Аргінін

S: Серин

T: Треонін

V: Валін

W: Триптофан

Кодований геном білок за функціями належить до рецепторів, g-білокспряжених рецепторів, білків внутрішньоклітинного сигналінгу.
Локалізований у клітинній мембрані, мембрані.